# الیس ساندوز
الیس ساندوز (انگلیسی: Ellis Sandoz؛ زادهٔ ۱ ژانویهٔ ۱۹۳۱) کارشناس سیاسی، و فیلسوف اهل ایالات متحده آمریکا است.
وی همچنین برندهٔ جوایزی همچون برنامه فولبرایت شده‌است.